# Вальц, Маркус
Маркус Купер Вальц (исп. Marcus Cooper Walz; 3 октября 1994, Оксфорд) — испанский гребец-байдарочник, выступает за сборную Испании начиная с 2014 года. Чемпион летних Олимпийских игр в Рио-де-Жанейро, чемпион мира, двукратный чемпион Европы, многократный призёр чемпионатов мира, многократный победитель и призёр регат национального значения. Кавалер Золотой медали Королевского ордена Спортивных заслуг (2016).

## Биография
Маркус Вальц родился 3 октября 1994 года в Оксфорде, Великобритания. Его отец был англичанином, а мать — немкой. Когда мальчику было всего три месяца, родители развелись, и мать увезла сына на постоянное жительство в Мальорку в деревню Кала-д’Ор. Активно заниматься греблей он начал в возрасте двенадцати лет в рыбацкой деревне Портопетро на юго-востоке острова. Впоследствии уехал учиться в Мадрид, где продолжил подготовку как гребец-байдарочник. Получил высшее образование в области администрации и финансов в Католическом университете Мурсии.
Первого серьёзного успеха на взрослом международном уровне добился в сезоне 2014 года, когда попал в основной состав испанской национальной сборной и побывал на чемпионате мира в Москве, откуда привёз награду бронзового достоинства, выигранную в зачёте одиночных байдарок на дистанции 500 метров — в финале его обошли только датчанин Рене Хольтен Поульсен и венгр Бенце Домбвари. Год спустя выступил на мировом первенстве в Милане, где стал серебряным призёром вместе с напарником Диего Косгая в двойках на пятистах метрах — на финише их обошёл австралийский экипаж Кена Уоллеса и Лаклана Тейма.
Благодаря череде удачных выступлений Вальц удостоился права защищать честь страны на летних Олимпийских играх 2016 года в Рио-де-Жанейро. Стартовал здесь в одиночках на тысяче метрах — лишь с третьего места квалифицировался на предварительном этапе, затем на стадии полуфиналов вновь финишировал третьим и пробился тем самым в главный финал «А». В решающем финальном заезде обогнал всех своих соперников и завоевал золотую олимпийскую медаль.